# Коммуникативное ядро личности
Коммуникативное ядро личности - это единство отражения, отношения и поведения, проявляющееся во взаимодействии личности с другими людьми или социальными группами.

## История понятия
В 1960-х гг. на психологическом факультете Ленинградского (в настоящее время Санкт-Петербургского) государственного университета зародилось направление социальной психологии, получившее название «познание человека человеком». Это направление со временем стало одной из фундаментальных научных школ отечественной психологии.  В научных работах российского психолога, специалиста в области психологии личности и социальной психологии  Алексея Александровича Бодалёва, который  с 1979 по 1986 являлся деканом факультета психологии МГУ им. М.В. Ломоносова и зав. кафедрой общей психологии, впервые в психологической науке были изучены особенности формирования коммуникативного ядра личности. Под коммуникативным ядром личности А.А Бодалев понимает все, что относится к личности человека и от чего зависит его взаимодействие с другими людьми или общностями. Здесь следует назвать такие факторы, как  черты характера, эмоциональные особенности, перцептивные способности (познание объекта общения), т.е. то, что также называют коммуникативными способностями. А.А Бодалёв выявил и описал взаимосвязи между основными характеристиками процессов восприятия, памяти, воображения, мышления, которые проходят у людей при взаимодействии друг с другом, и особенностями мотивации и потребностей участников общения, а также их поведением.

## Проявление коммуникативного ядра личности
Коммуникативное ядро личности проявляется в общении с другими людьми или общностями, в различных формах вербального и невербального поведения, в различных формах знания об индивидах и социальных группах, которые актуализируются у него во взаимодействии с ними, а также в возникающих при этом различных переживаниях. У человека, вступающего в контакт с другими людьми,  формируется определенная направленность. Такие качества, как лживость, грубость, жестокость, злобность, скрытность в совокупности формируют  коммуникативное ядро личности одного типа. Такие качества, как альтруизм и милосердие, совестливость и искренность, доброта и внимательность к окружающим, напротив, образуют коммуникативное ядро личности другого типа.  Проявление различных качеств в реальной жизни позволяет определить присущий человеку уровень восприятия и понимания других индивидов или групп людей, установить определенное отношение к ним на уровне эмоций.

## Уровни успешности общения
Изучая проблемы формирования коммуникативного ядра личности, В.Н. Куницына выделила и обозначила шесть уровней успешности общения на основании объединения групп с близкими значениями индекса успешности общения. Показатель успешности высчитывался как среднее арифметическое от суммы трех обобщенных индексов: контактности, коммуникативной совместимости и адаптивности.  В.Н. Куницына охарактеризовала каждый из уровней успешности общения, описав также психологические свойства, составляющие основу коммуникативного ядра личности:
1. Уровень мастерства и свободы в общении
2. Лидерский уровень
3. Радикально-партнерский уровень
4. Жестко-консервативный уровень
5. Авторитарно-агрессивный уровень
6. Уровень невротического одиночества и застенчивости

##### Уровень мастерства и свободы в общении
Человек способный установить и поддерживать такой уровень общения обладает высокой совместимостью, контактностью и гибкостью. Таких людей отличает высокая адаптивность и высокая включенность в социальные связи, отсутствие отчужденности и адекватность реагирования.

##### Лидерский уровень
Лидерский уровень легко достигается экстравертами, хорошо владеющими навыками и умениями устанавливать и поддерживать общение. Это лидеры по натуре, уверенные в себе и удовлетворенные сложившимися отношениями в близком кругу. Они легко находят взаимопонимание с людьми, избегая лишних ссор и недоразумений. Они проявляют смелость и высокую активность во взаимодействии с окружающими. Как правило у таких людей отсутствует излишняя чувствительность. Владея разнообразными способами влияния и воздействия на людей, могут прибегнуть к манипуляции.

##### Радикально-партнерский уровень
Радикально-партнерский уровень достигается людьми, которые успешно работают в группе и находят общее решение. Они обладают самоконтролем и являются внимательными собеседниками. Человек, который может поддерживать общение на этом уровне, практичен и не агрессивен.

##### Жестко-консервативный уровень
Жестко-консервативный уровень характерен расчетливым и нон-конформным интровертам, которые не в полной мере контролируют свои эмоции. За такими людьми редко замечают проявления эмпатии.

##### Авторитарно-агрессивный уровень
Авторитарно-агрессивный уровень отмечают у агрессивных и в то же время авторитарных людей. У них отсутствует гибкость в способах влияния и партнерская ориентация, отмечается низкое уважение к себе и при этом высокая тревожность. Они эмоционально нестабильны, фрустрированы, конфликтны, раздражительны, взвинчены, нетерпеливы, недоверчивы.

##### Невротического одиночества и застенчивости
Уровень невротического одиночества и застенчивости обнаруживается у неуверенных в себе людей, крайне одиноких и аутистичных. Для них характерны низкая адаптивность и высокая невротизированность.

## Изменение коммуникативного ядра личности
Следует рассматривать качества, входящие в коммуникативное ядро личности не как постоянные, фатально присущие человеку, а как подверженные изменению. С изменением мотиваций и потребностей личности, с изменением субъективного значения для неё людей и групп, с которыми он общается, а также под влиянием трансформации в её Я-концепции изменяются качеств личности, и  впоследствии все коммуникативное ядро личности. Изменение коммуникативного ядра личности связано с содержательным богатством или бедностью впечатлений, которые получает личность от социальных контактов.    Одним из ключевых факторов, влияющих на развитие социальных взаимосвязей следует считать субъективную значимость для человека той части действительности (природа, труд, учение, семья и др.), в контактах с которой актуализируется его коммуникативная сфера.
Так мотивации и потребности личности воздействуют на отражение других людей и общностей, на отношение к ним и на характер поведенческих контактов с ними. Удовлетворение или неудовлетворение их в общении изменяют отражение других людей и общностей, эмоциональный отклик на них и поведение по отношению к ним.
Также немаловажное влияние оказывают способности личности, которые активно воздействуют на процессы познания личностью окружающей действительности, на реакцию её эмоциональной сферы и на поведение человека. 

Здесь следует говорить о децентрации, эмпатии, идентификации и рефлексии. Готовность человека к полноценному межличностному общению - это сложнейший многокомпонентный процесс, который предполагает одновременное развитие психики человека по нескольким взаимосвязанным направлениям.— Бодалев А.А. Психология общения